# Roswitha Erlenwein
Roswitha Erlenwein (* 21. August 1930 in München als Roswitha Lindemann; † 1. Januar 2025) war eine Politikerin aus Bremen (CDU) und Mitglied der Bremischen Bürgerschaft. 

## Biografie
Erlenwein lebte in Bremen und war Mutter von drei Kindern.

### Politik
Erlenwein war Mitglied in der CDU in Bremen.  
Sie war von 1980 bis 1988 Landesvorsitzende der Frauen-Union.
Von 1983 bis 1995 war sie über 12 Jahre lang  Mitglied der Bremischen Bürgerschaft und in verschiedenen Deputationen und Ausschüssen der Bürgerschaft tätig. Von 1987 bis 1991 war sie Stellvertretende Vorsitzende des Ausschusses zur Förderung der Gleichberechtigung. Weitere acht Jahre war sie dann Deputierte in der Bürgerschaft. 

### Weitere Mitgliedschaften
- Erlenwein war Rundfunkratsvorsitzende von Radio Bremen. Sie gehörte seit 1985 als Vertreterin des Bremer Frauenausschusses dem Rundfunkrat an. 1992 wurde sie Stellvertretende Vorsitzende und 1996 Vorsitzende.
- Sie war Mitgründerin und Mitglied im Vorstand des Vereins Bürgerhaus Weserterrassen in der Östlichen Vorstadt (s. Bremer Bürgerhaus). Sie baute den Seniorenkreis Weserterrassen auf.
- Sie war von 1988 bis 1998 Vorsitzende des Kreisverbandes Bremen des Deutschen Roten Kreuzes.
- Sie wirkte als Vorstand in der Bürgerstiftung Bremen.

### Ehrungen
- Erlenwein wurde 2003 mit dem Verdienstkreuz am Bande des Verdienstordens der Bundesrepublik Deutschland ausgezeichnet.